# Jhonny Cantos
Jhonny Cantos (Atacames, Esmeraldas, 23 de mayo de 1982). es un exfutbolista ecuatoriano. Juega de Lateral derecho y su ex equipo  es el Delfín SC de la Serie A.

## Trayectoria
Se inició como futbolista en el Delfín Sporting Club, donde debutó con 18 años, permaneció en dicho club hasta 2009, en 2013 volvió al equipo que lo vio nacer y ahí se retiró.

## Jhonny Cantos escuela de fútbol
Actualmente es profesor de la escuela de fútbol Jhonny Cantos, la cual es una de las mejores escuelas de fútbol del cantón Santa Ana.

## Clubes
| Club            | País    | Año       |
| --------------- | ------- | --------- |
| Delfín SC       | Ecuador | 2000-2009 |
| Deportivo Colón | Ecuador | 2010-2011 |
| Malecón         | Ecuador | 2012      |
| Delfín SC       | Ecuador | 2013-2014 |

## Palmarés

### Campeonatos nacionales
| Título            | Club      | País    | Año  |
| ----------------- | --------- | ------- | ---- |
| Segunda Categoría | Delfín SC | Ecuador | 2013 |